# Hippodrome (Bamako)
Pour les articles homonymes, voir Hippodrome (homonymie).
L'Hippodrome est un quartier de Bamako, capitale du Mali.

## Description
Le quartier de l'Hippodrome est situé dans la commune II du district de Bamako.

## Sites et monuments
Le quartier inclut le Cadre de promotion pour la formation en photographie de Bamako et l'une des deux écoles de Bamako où est enseignée la langue des signes malienne. La rue Blabla regroupe la plupart des bars et restaurants branchés de la ville et elle est communément appelée Princesse en référence à la rue Princesse d'Abidjan.